# Воїнов Олександр Петрович

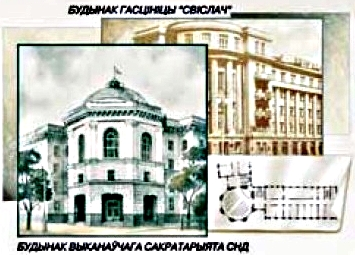
Будівля виконавчого секретаріату СНД. Будівля готелю «Свіслоч». Фрагмент художнього конверту Белпошти 2007 року. Художник Микола Рижий

Олександр Петрович Воїнов (3 грудня 1902, Колпіно, Санкт-Петербурзька губернія — 1 жовтня 1987) — білоруський архітектор. Член-кореспондент Національної академії наук Білорусі (1953), академік Академії будівництва та архітектури СРСР (1956—1964), член-кореспондент Академії архітектури СРСР (1950—1955). Професор (1951). Заслужений діяч мистецтв БРСР (1940), Заслужений будівельник БРСР (1962).

## Біографія
Закінчив Московський вищий художньо-технічний інститут у 1929 році. У 1930—1941 рр. працював у Мінську: архітектор Білжилсоюзу, завідувач сектора в білоруських філіях Гіпрогору РРФСР, директор Білдержпроєкту, керівник архітектурної майстерні. В 1941—1949 рр. — голова правління Спілки архітекторів БРСР. Із 1943 року. начальник управління у справах архітектури при РНК БРСР, із 1945 року керівник архітектурної майстерні в Білдержпроєкті. Із 1948 року завідувач кафедри архітектури, а з 1973 року професор-консультант Білоруського політехнічного інституту.

## Проєкти
Основні роботи присвячені теорії та практиці архітектури. Автор 23 конкурсних проєктів та 70 проєктів великих архітектурних споруд. Серед авторських робіт житлові будинки на вулиці Московській, готель «Білорусь» у Мінську (з 1987 року — «Свіслоч», із 2008 року в будівлі розташований готель «Crowne Plaza»), в авторському колективі — будівля Палацу Рад і пам'ятник Леніну в Москві, Палац піонерів і школярів (нині Національний центр творчості дітей та молоді), Інститут фізкультури, Театр юного глядача, будівлі ЦК КПБ (тепер резиденція Президента Республіки Білорусь) та обкому КПБ (нині Виконавчий секретаріат СНД) у Мінську, готель «Дніпровський» у Могильові та ін.

## Нагороди
- Державна премія БРСР (1968) за участь у проєктуванні та забудові проспекту Леніна (ниніпроспект Незалежності) в Мінську.
- Нагороджений орденами Жовтневої Революції (1972, 1982), Трудового Червоного Прапора (1944, 1949, 1958), Дружби народів (1982), медалями.

## Основні роботи
- Основные черты в развитии зодчества Белоруссии. Минск, 1955.
- Архитектура и градостроительство Советской Белоруссии. Минск, 1957 (в соавторстве).
- Минск: Послевоенный опыт реконструкции и развития. М., 1966 (в соавторстве).